# Église Saint-Saturnin de Tresserre
Pour les articles homonymes, voir église Saint-Saturnin.
L'église Saint-Saturnin de Tresserre est une église en partie romane située à Tresserre, dans le département français des Pyrénées-Orientales.